# Звирекви, Хардлайф
Хардлайф Дэниел Звирекви (англ. Hardlife Daniel Zvirekwi, родился 5 мая 1987 года) — зимбабвийский футболист, защитник. Известен по играм за клуб «КАПС Юнайтед» и сборную Зимбабве.

## Биография

### Семья
Является первым ребёнком в семье, где родились трое мальчиков и двое девочек. Имя (от Hard Life — «тяжёлая жизнь») получил от родителей в связи с тем, что им постоянно было нужно много работать, чтобы не остаться без средств к существованию. Некоторое время мать Хардлайфа пыталась изменить его имя, но в итоге ничего не вышло, и мужчина остался со своим именем.

### Клубная карьера
Футболом Звирекви увлёкся в юношестве, играя с мячом из твёрдого пластика: он попал в футбольную академию имени Агаты Шенети, где выступал в разных возрастных группах (от 15 до 17 лет, до 20, до 23) и дошёл до основного состава «Хараре Юнайтед». Профессиональную карьеру начал в клубе «Ганнерс», с которым выиграл в 2009 году чемпионат страны (команда опередила на пять очков конкурентов из «Дайнамоз». В 2013 году Звирекви перешёл в клуб «КАПС Юнайтед», а в январе 2016 года продлил контракт ещё на три года. В том же 2016 году он стал с командой чемпионом страны и игроком года.
Карьеру игрока завершил, по данным Transfermarkt, в 2021 году.

### Карьера в сборной
9 июня 2013 года Звирекви дебютировал в официальном матче за сборную Зимбабве в игре против Египта в отборе на чемпионат мира 2014 года (поражение 2:4). Сам он утверждает, что первую игру провёл ещё раньше против Ботсваны (победа 2:1). В том же году он сыграл в матчах против Мозамбика и ЮАР.
В январе 2014 года тренер сборной Иан Горова вызвал Звирекви на матчи Чемпионата африканских наций, на котором зимбабвийцы заняли 4-е место, проиграв матч за 3-е место Нигерии 0:1, а всего он сыграл там шесть матчей. Через два года его вызвали снова на Чемпионат африканских наций, где он сыграл все три встречи. В 2017 году Хардлайф сыграл впервые на Кубке африканских наций, а всего, по собственным оценкам, он провёл около 60 матчей за сборную.

### Автокатастрофа
В марте 2018 года Звирекви попал в автокатастрофу в Хараре. После воскресной тренировки его друг устроил вечеринку в центре города, после которой вечером Хардлайф поехал домой. Когда он ехал домой по скоростному шоссе, ему навстречу выскочила машина с другой стороны, а игрок не успел увернуться. Его машина сошла с дороги и перевернулась: в результате аварии у Звирекви была сильно изуродована левая рука. Через 45 минут после аварии боль в левой руке начала усиливаться, а через 12 часов руку пришлось ампутировать, чтобы спасти жизнь игроку. Несмотря на случившуюся трагедию, Звирекви отказался прекращать игровую карьеру и через месяц вернулся в большой футбол, выйдя на замену на 87-й минуте в матче чемпионата страны против «Хараре Сити». Позже он провёл несколько полных игр, забив пару голов.

### Личная жизнь
Есть двое сыновей. Является болельщиком «Манчестер Юнайтед». После аварии сумел научиться водить машину одной рукой.

## Достижения
- Чемпион Зимбабве: 2009[4], 2016[3]
- Футбольная звезда года[англ.]: 2016[11]